# Ibantu
Ibantu  (ou parfois Ebantu) est un woreda de l'ouest de l'Éthiopie situé dans la zone Misraq Welega de la région Oromia. Il compte 36 280 habitants en 2007. Son chef-lieu est Hinde.

## Situation
Limitrophe de la région Benishangul-Gumuz au nord, le woreda Ibantu est bordé dans la zone Misraq Welega par Gida Ayana, Limmu et Haro Limmu.
Son chef-lieu s'appelle Hinde,, et se trouve 126 km au nord de Nekemte.

## Population
Au recensement national de 2007, la population du woreda atteint 36 280 habitants dont 8 % de citadins, la seule agglomération recensée est Hinde qui a 2 789 habitants.
Près de 80 % des habitants sont protestants, 17 % sont orthodoxes, 1 % sont de religions traditionnelles africaines et 1 % sont musulmans.
En 2022, la population est estimée à 52 603 personnes avec une densité de population de 63 personnes par km2 et 830 km2 de superficie.